# Thymus zygis
Thymus zygis é uma espécie de planta com flor pertencente à família Lamiaceae. 
A autoridade científica da espécie é L., tendo sido publicada em Sp. Pl. 591 (1753).
Os seus nomes comuns são erva-de-santa-maria, sal-da-terra, sal-purinho, serpão-do-monte, tomilhinho ou tomilho.

## Portugal
Trata-se de uma espécie presente no território português, nomeadamente os seguintes táxones infraespecíficos:
- Thymus zygis subsp. silvestris - presente em Portugal Continental. Em termos de naturalidade é endémica da Península Ibérica. Não se encontra protegida por legislação portuguesa ou da Comunidade Europeia.
- Thymus zygis subsp. zygis - presente em Portugal Continental. Em termos de naturalidade é endémica da Península Ibérica. Não se encontra protegida por legislação portuguesa ou da Comunidade Europeia.